# Saint-Étienne-Vallée-Française
Saint-Étienne-Vallée-Française este o comună în departamentul Lozère din sudul Franței. În 2009 avea o populație de 531 de locuitori.

## Evoluția populației
| An        | 1975 | 1982 | 1990 | 1999 | 2006 | 2009 |
| --------- | ---- | ---- | ---- | ---- | ---- | ---- |
| Populație | 485  | 433  | 456  | 487  | 516  | 531  |